# Liste der Einträge im National Register of Historic Places im Dane County

Lage des Dane County in Wisconsin

Die Liste der Registered Historic Places im Dane County in Wisconsin führt alle Bauwerke und historischen Stätten im Dane County auf, die in das National Register of Historic Places aufgenommen wurden.

## Legende
| NRHP | Historic Place                      |
| HD   | Historic District                   |
| NHLD | National Historic Landmark District |

## Aktuelle Einträge
| [ 2 ] | Name                                                            | Bild                                                            | Eintragsdatum        | Lage | Ort                    | Beschreibung |
| ----- | --------------------------------------------------------------- | --------------------------------------------------------------- | -------------------- | --- | ---------------------- | --- |
| 1     | Agricultural Chemistry Building                                 | Agricultural Chemistry Building                                 | 1985 ID-Nr. 85001356 | 420 Henry Mall, Campus der University of Wisconsin 43° 4′ 26″ N, 89° 24′ 38″ W | Madison                | 1912 im georgianischen Stil errichtetes Gebäude |
| 2     | Agricultural Dean's House                                       | Agricultural Dean's House                                       | 1984 ID-Nr. 84003627 | 10 Babcock Drive, Campus der University of Wisconsin 43° 4′ 37″ N, 89° 24′ 46″ W                                                                                                   | Madison                | 1896 im Queen Anne-Stil errichtetes Gebäude |
| 3     | Agricultural Engineering Building                               | Agricultural Engineering Building                               | 1985 ID-Nr. 85001404 | 460 Henry Mall, Campus der University of Wisconsin 43° 4′ 29″ N, 89° 24′ 37″ W | Madison                | 1905 im georgianischen Stil errichtetes Gebäude |
| 4     | Agricultural Heating station                                    | Agricultural Heating station                                    | 1985 ID-Nr. 85000570 | 1535 Observatory Drive, Campus der University of Wisconsin 43° 4′ 34″ N, 89° 24′ 42″ W                                                                                             | Madison                | 1899 im Stil der Richardsonian Romanesque errichtetes Gebäude                                                                                                |
| 5     | Agriculture Hall                                                | Agriculture Hall                                                | 1985 ID-Nr. 85000571 | 1450 Linden Drive, Campus der University of Wisconsin 43° 4′ 32″ N, 89° 24′ 29″ W                                                                                                  | Madison                | 1902 im Beaux-Arts-Stil errichtetes Gebäude |
| 6     | American Exchange Bank                                          | American Exchange Bank                                          | 1980 ID-Nr. 80000115 | 1 North Pinckney Street 43° 4′ 33″ N, 89° 22′ 59″ W | Madison                | 1871 im Italianate-Stil errichtete Bank |
| 7     | American Tobacco Company Warehouses Complex                     | American Tobacco Company Warehouses Complex                     | 2003 ID-Nr. 03000580 | 651 West Doty Street 43° 3′ 57″ N, 89° 23′ 30″ W | Madison                | Von 1899 bis 1901 errichtetes Fabrikgebäude |
| 8     | Francis Marian Ames Farmstead                                   | Francis Marian Ames Farmstead                                   | 1992 ID-Nr. 92001555 | 221 US 14 42° 51′ 26″ N, 89° 20′ 40″ W | Town of Rutland        | |
| 9     | Badger State Shoe Company                                       | Badger State Shoe Company                                       | 1989 ID-Nr. 89000232 | 123 North Blount Street 43° 4′ 52″ N, 89° 22′ 42″ W | Madison                | 1915 im neoklassizistischen Stil errichtetes Fabrikgebäude                                                                                                   |
| 10    | Bascom Hill Historic District                                   | Bascom Hill Historic District                                   | 1974 ID-Nr. 74000065 | Campus der University of Wisconsin, Abgegrenzt durch Observatory Drive, University Avenue, North Park, Langdon Street und State Street 43° 4′ 31″ N, 89° 24′ 6″ W                  | Madison                | Ensemble von historischen Gebäuden auf dem Universitätsgelände                                                                                               |
| 11    | Robert M. Bashford House                                        | Robert M. Bashford House                                        | 1973 ID-Nr. 73000075 | 423 North Pinckney Street 43° 4′ 44″ N, 89° 23′ 13″ W | Madison                | Von 1856 bis 1857 im Italianate-Stil errichtete Villa |
| 12    | Baskerville Apartment Building                                  | Baskerville Apartment Building                                  | 1988 ID-Nr. 88002006 | 121-129 South Hamilton Street 43° 4′ 17″ N, 89° 23′ 5″ W | Madison                | Von 1913 bis 1914 errichtetes Apartmenthaus |
| 13    | Bedrud-Olson Farmstead                                          | Bedrud-Olson Farmstead                                          | 1999 ID-Nr. 99000429 | 996 East Church Road 42° 57′ 12″ N, 89° 5′ 14″ W | Town of Christiana     | |
| 14    | Bellevue Apartment Building                                     | Bellevue Apartment Building                                     | 1987 ID-Nr. 87000433 | 29 East Wilson Street 43° 4′ 22″ N, 89° 22′ 48″ W | Madison                | Von 1913 bis 1914 errichtetes Apartmenthaus |
| 15    | Belmont Hotel                                                   | Belmont Hotel                                                   | 1990 ID-Nr. 89002311 | 101 East Mifflin Street 43° 4′ 35″ N, 89° 23′ 0″ W | Madison                | 1924 im Beaux-Arts-Stil errichtetes Hochhaus; heute im Besitz des YWCA                                                                                       |
| 16    | Bernard-Hoover Boathouse                                        | Bernard-Hoover Boathouse                                        | 1981 ID-Nr. 81000036 | 622 East Gorham Street 43° 4′ 55″ N, 89° 22′ 55″ W | Madison                | 1915 errichtetes Bootshaus |
| 17    | Biederstaedt Grocery                                            | Biederstaedt Grocery                                            | 1982 ID-Nr. 82000647 | 851-853 Williamson Street 43° 4′ 45″ N, 89° 22′ 10″ W | Madison                | Um 1874 im Italianate-Stil errichtetes Lebensmittelgeschäft                                                                                                  |
| 18    | Blackhawk Country Club Mound Group (47 DA 131)                  | Blackhawk Country Club Mound Group (47 DA 131)                  | 1979 ID-Nr. 79000068 | Adresse nicht veröffentlicht | Madison                | Gruppe von Mounds aus der späten Woodland-Periode |
| 19    | James B. Bowen House                                            | James B. Bowen House                                            | 1982 ID-Nr. 82000648 | 302 South Mills Street 43° 3′ 50″ N, 89° 24′ 16″ W | Madison                | 1855 im Italianate-Stil aus Sandstein der Region errichtetes Farmhaus                                                                                        |
| 20    | Harold C. Bradley House                                         | Harold C. Bradley House                                         | 1972 ID-Nr. 72000047 | 106 North Prospect Avenue 43° 4′ 8″ N, 89° 25′ 16″ W | Madison                | 1909 von den Architekten Louis Sullivan und George Grant Elmslie im Stil der Prairie Houses errichtetes Wohnhaus                                             |
| 21    | Judge Arthur B. Braley House                                    | Judge Arthur B. Braley House                                    | 1980 ID-Nr. 80000116 | 422 North Henry Street 43° 4′ 33″ N, 89° 23′ 29″ W | Madison                | Um 1873 im späten neugotischen Stil errichtetes Wohnhaus |
| 22    | Bram Mound Group                                                | Bram Mound Group                                                | 1993 ID-Nr. 93000216 | Adresse nicht veröffentlicht | Town of Dunn           | |
| 23    | Brittingham Park Boathouse                                      | Brittingham Park Boathouse                                      | 1982 ID-Nr. 82000649 | North Shore Drive 43° 3′ 55″ N, 89° 23′ 18″ W | Madison                | 1910 errichtetes Bootshaus |
| 24    | Charles E. Brown Indian Mounds                                  |                                                                 | 1984 ID-Nr. 84003630 | Adresse nicht veröffentlicht | Madison                | |
| 25    | Brown-Sewell House                                              | Brown-Sewell House                                              | 2003 ID-Nr. 03000307 | 101 South 5th Street 42° 55′ 5″ N, 89° 12′ 59″ W | Stoughton              | 1859 im Stil des Greek Revival errichtetes Wohnhaus |
| 26    | Burrows Park Effigy Mound and Campsite                          | Burrows Park Effigy Mound and Campsite                          | 1974 ID-Nr. 74000066 | Adresse nicht veröffentlicht | Madison                | Gruppe von Mounds aus der späten Woodland-Periode |
| 27    | Cambridge Public School and High School                         | Cambridge Public School and High School                         | 1998 ID-Nr. 98000708 | 103 South Street 43° 0′ 6″ N, 89° 0′ 54″ W | Cambridge              | |
| 28    | Camp Randall                                                    | Camp Randall                                                    | 1971 ID-Nr. 71000036 | Camp Randall Memorial Park, Campus der University of Wisconsin 43° 4′ 11″ N, 89° 24′ 34″ W                                                                                         | Madison                | Übungsgelände für Unionstruppen während des Bürgerkrieges und Lager für konföderierte Kriegsgefangene                                                        |
| 29    | Cardinal Hotel                                                  | Cardinal Hotel                                                  | 1982 ID-Nr. 82000650 | 416 East Wilson Street 43° 4′ 32″ N, 89° 22′ 37″ W | Madison                | Um 1908 aus Backsteinen errichtetes Hotel |
| 30    | Chase Grain Elevator                                            | Chase Grain Elevator                                            | 2010 ID-Nr. 10000540 | 123 Railroad Street 43° 10′ 43″ N, 89° 12′ 53″ W | Sun Prairie            | 1922 aus Ziegeln errichteter Getreideheber |
| 31    | City Market                                                     | City Market                                                     | 1978 ID-Nr. 78000085 | 101 North Blount Street 43° 4′ 52″ N, 89° 22′ 41″ W | Madison                | 1909 im Stil der Prairie Houses errichtete Tanzhalle |
| 32    | Bascom B. Clarke House                                          | Bascom B. Clarke House                                          | 1980 ID-Nr. 80000117 | 1150 Spaight Street 43° 4′ 55″ N, 89° 21′ 46″ W | Madison                | 1899 im Queen Anne-Stil errichtetes Wohnhaus |
| 33    | Jens and Ingeborg Cold House                                    | Jens and Ingeborg Cold House                                    | 2003 ID-Nr. 03000169 | 111 South 5th Street 42° 55′ 5″ N, 89° 12′ 58″ W | Stoughton              | 1892 im Queen Anne-Stil errichtetes Wohnhaus |
| 34    | College Hills Historic District                                 | College Hills Historic District                                 | 2002 ID-Nr. 02001518 | Abgegrenzt durch Colombia Road, Amherst Drive, Bowdoin Road, Corporate Limit, University Bay und Harvard Drive 43° 4′ 45″ N, 89° 26′ 20″ W                                         | Shorewood Hills        | 114 über 27 Hektar verteilte Gebäude aus verschiedenen Baustilen                                                                                             |
| 35    | William Collins House                                           | William Collins House                                           | 1974 ID-Nr. 74000067 | 704 East Gorham Street 43° 4′ 57″ N, 89° 22′ 50″ W | Madison                | Um 1911 im Stil der Prairie Houses errichtetes Wohnhaus |
| 36    | John R. Commons House                                           | John R. Commons House                                           | 1985 ID-Nr. 85000572 | 1645 Norman Way 43° 4′ 56″ N, 89° 28′ 44″ W | Madison                | 1913 im Bungalowstil errichtetes Wohnhaus |
| 37    | Dr. Charles G. Crosse House                                     | Dr. Charles G. Crosse House                                     | 1993 ID-Nr. 93000029 | 133 West Main Street 43° 10′ 59″ N, 89° 12′ 54″ W | Sun Prairie            | 1864 im Carpenter Gothic genannten Baustil errichtetes Wohnhaus                                                                                              |
| 38    | Curtis-Kittleson House                                          | Curtis-Kittleson House                                          | 1980 ID-Nr. 80000118 | 1102 Spaight Street 43° 4′ 51″ N, 89° 21′ 51″ W | Madison                | 1901 im Queen Anne-Stil errichtetes Wohnhaus |
| 39    | Judson C. Cutter House                                          | Judson C. Cutter House                                          | 1978 ID-Nr. 78000086 | 1030 Jenifer Street 43° 4′ 50″ N, 89° 21′ 58″ W | Madison                | 1882 im Stick Style genannten Baustil errichtetes Wohnhaus                                                                                                   |
| 40    | Henry L. and Sarah Dahle House                                  | Henry L. and Sarah Dahle House                                  | 2003 ID-Nr. 03001218 | 312 South 4th Street 43° 0′ 16″ N, 89° 44′ 7″ W | Mount Horeb            | |
| 41    | Herman B. and Anne Marie Dahle House                            | Herman B. and Anne Marie Dahle House                            | 2003 ID-Nr. 03001217 | 200 North 2nd Street 43° 0′ 39″ N, 89° 44′ 19″ W | Mount Horeb            | |
| 42    | Onon B. and Betsy Dahle House                                   | Onon B. and Betsy Dahle House                                   | 2008 ID-Nr. 08000322 | 10779 Evergreen Avenue 42° 54′ 57,2″ N, 89° 48′ 54″ W | Town of Perry          | 1864 errichtetes Wohnhaus norwesischer Einwanderer |
| 43    | Nathaniel W. Dean House                                         | Nathaniel W. Dean House                                         | 1980 ID-Nr. 80000119 | 4718 Monona Drive 43° 4′ 6″ N, 89° 19′ 32″ W | Madison                | 1856 im Italianate-Stil errichtetes Wohnhaus |
| 44    | Christian Dick Block                                            | Christian Dick Block                                            | 2002 ID-Nr. 02001572 | 106 East Doty Street 43° 4′ 28″ N, 89° 22′ 49″ W | Madison                | 1889 errichtetes Wohnhaus |
| 45    | John Sweet Donald Farmstead                                     | John Sweet Donald Farmstead                                     | 1984 ID-Nr. 84003633 | 1972 WI 92 42° 57′ 52″ N, 89° 41′ 8″ W | Town of Springdale     | |
| 46    | Dowling Apartment Building                                      | Dowling Apartment Building                                      | 2002 ID-Nr. 02001127 | 445-447 West Wilson Street 43° 4′ 5″ N, 89° 23′ 14″ W | Madison                | 1922 errichtetes Apartmenthaus |
| 47    | Drohman Cabin                                                   |                                                                 | 1981 ID-Nr. 81000037 | 6701 East Broadway 43° 2′ 1″ N, 89° 15′ 35″ W | Madison                | |
| 48    | Adam Dunlap Farmstead                                           | Adam Dunlap Farmstead                                           | 2001 ID-Nr. 01001242 | 9646 Dunlap Hollow Road 43° 12′ 28″ N, 89° 43′ 53″ W | Mazomanie              | |
| 49    | Dunroven House                                                  | Dunroven House                                                  | 1980 ID-Nr. 80000120 | 7801 Dunroven Road 43° 17′ 4″ N, 89° 28′ 23″ W | Dane                   | |
| 50    | East Dayton Street Historic District                            | East Dayton Street Historic District                            | 1988 ID-Nr. 88000217 | 649-53 East Dayton Street und 114 Nortj Blount Street 43° 4′ 51″ N, 89° 22′ 43″ W                                                                                                  | Madison                | |
| 51    | East End Historic District                                      | East End Historic District                                      | 2003 ID-Nr. 03000699 | 7002-7016 Hubbard Avenue, 1812-1916 Park Street sowie 7002-7227,7233,7235,7237 Elmwood Avenue 43° 5′ 45″ N, 89° 30′ 12″ W                                                          | Middleton              | |
| 52    | East Park Historic District                                     | East Park Historic District                                     | 2003 ID-Nr. 03000335 | 108-324 South Lynn Street, 700-816 Park Street und East Park 42° 55′ 2″ N, 89° 12′ 41″ W                                                                                           | Stoughton              | |
| 53    | East Side Historic District                                     | East Side Historic District                                     | 1997 ID-Nr. 96001577 | Abgegrenzt durch Ridge Street, Henry Street, Vernon Street und Academy Street 42° 55′ 6″ N, 89° 12′ 31″ W                                                                          | Stoughton              | |
| 54    | East Wilson Street Historic District                            | East Wilson Street Historic District                            | 1986 ID-Nr. 86000618 | 402-524 East Wilson Street und 133 South Blair Street 43° 4′ 36″ N, 89° 22′ 34″ W                                                                                                  | Madison                | |
| 55    | Edgewood College Mound Group Archeological District             | Edgewood College Mound Group Archeological District             | 1991 ID-Nr. 91000669 | Adresse nicht veröffentlicht | Madison                | Gruppe von Mounds |
| 56    | Ernest Eggiman House                                            | Ernest Eggiman House                                            | 1994 ID-Nr. 94000599 | 857 South Shore Drive 43° 3′ 25″ N, 89° 23′ 52″ W | Madison                | 1936 errichtetes Fertighaus |
| 57    | Edward C. Elliott House                                         | Edward C. Elliott House                                         | 1978 ID-Nr. 78000087 | 137 North Prospect Avenue 43° 4′ 15″ N, 89° 25′ 7″ W | Madison                | Um 1911 im Stil der Prairie Houses errichtetes Wohnhaus |
| 58    | Elmside Park Mounds                                             | Elmside Park Mounds                                             | 1991 ID-Nr. 91000358 | Adresse nicht veröffentlicht | Madison                | Gruppe von Tierdarstellungen aus präkolumbischer Zeit |
| 59    | Richard T. Ely House                                            | Richard T. Ely House                                            | 1974 ID-Nr. 74000068 | 205 North Prospect Avenue 43° 4′ 18″ N, 89° 24′ 58″ W | Madison                | 1896 im georgianischen Stil errichtetes Wohnhaus |
| 60    | Farwell's Point Mound Group                                     | Farwell's Point Mound Group                                     | 1974 ID-Nr. 74000069 | Adresse nicht veröffentlicht | Madison                | Gruppe von Tierdarstellungen aus präkolumbischer Zeit |
| 61    | Fess Hotel                                                      | Fess Hotel                                                      | 1978 ID-Nr. 78003204 | 123 East Doty Street 43° 4′ 28″ N, 89° 22′ 48″ W | Madison                | 1858 errichtetes Hotel; 1901 umgebaut |
| 62    | Fire Station No. 4                                              | Fire Station No. 4                                              | 1984 ID-Nr. 84003637 | 1329 West Dayton Street 43° 4′ 15″ N, 89° 24′ 31″ W | Madison                | 1903–04 errichtete Feuerwache |
| 63    | First Church of Christ Scientist                                | First Church of Christ Scientist                                | 1982 ID-Nr. 82001841 | 315 Wisconsin Avenue 43° 4′ 39″ N, 89° 23′ 13″ W | Madison                | 1929 im neoklassizistischen Stil errichtete Kirche |
| 64    | First Lutheran Church                                           | First Lutheran Church                                           | 1988 ID-Nr. 88000728 | Pleasant View Road Ecke Old Sauk Road 43° 4′ 31″ N, 89° 32′ 11″ W | Middleton              | 1866 im neugotischen Stil errichtete Kirche |
| 65    | First National Bank                                             | First National Bank                                             | 2007 ID-Nr. 07001096 | 113 North Main Street 42° 55′ 36″ N, 89° 23′ 4″ W | Oregon                 | |
| 66    | First Unitarian Society Meeting House                           | First Unitarian Society Meeting House                           | 1973 ID-Nr. 73000076 | 900 University Bay Drive 43° 4′ 34″ N, 89° 26′ 4″ W | Shorewood Hills        | 1947 von dem Architekten Frank Lloyd Wright errichtetes Versammlungszentrum der First Unitarian Society of Madison                                           |
| 67    | Forest Hill Cemetery Mound Group                                | Forest Hill Cemetery Mound Group                                | 1974 ID-Nr. 74000070 | Adresse nicht veröffentlicht | Madison                | |
| 68    | Forest Products Laboratory                                      | Forest Products Laboratory                                      | 1995 ID-Nr. 95001037 | 1 Gifford Pinchot Drive 43° 4′ 28″ N, 89° 25′ 41″ W | Madison                | 1932 im Art-déco-Stil errichtete Forschungsstätte |
| 69    | Fort Blue Mounds                                                | Fort Blue Mounds                                                | 2001 ID-Nr. 01001044 | Adresse nicht veröffentlicht | Blue Mounds            | Stätte des früheren Blue Mounds Fort aus dem Black-Hawk-Krieg                                                                                                |
| 70    | Fourth Lake Ridge Historic District                             | Fourth Lake Ridge Historic District                             | 1998 ID-Nr. 98000167 | Abgegrenzt durch Lake Mendota, North Brearly Street, East Johnson Street und North Franklin Street 43° 5′ 3″ N, 89° 22′ 44″ W                                                      | Madison                | |
| 71    | Fox Hall                                                        | Fox Hall                                                        | 1983 ID-Nr. 83004273 | 5183 County Highway M 42° 56′ 57″ N, 89° 24′ 1″ W | Fitchburg              | |
| 72    | Frey School                                                     | Frey School                                                     | 2011 ID-Nr. 11000461 | 8847 County Road Y 43° 14′ 58″ N, 89° 40′ 19″ W | Town of Roxbury        | |
| 73    | John Fritz Farmstead                                            | John Fritz Farmstead                                            | 1998 ID-Nr. 98000879 | 642 Fritz Road 42° 53′ 24″ N, 89° 35′ 46″ W | Town of Montrose       | |
| 74    | Fuhremann Canning Company Factory                               | Fuhremann Canning Company Factory                               | 2004 ID-Nr. 04001003 | 151 Market Street 43° 10′ 51″ N, 89° 12′ 40″ W | Sun Prairie            | 1900 errichtetes Fabrikgebäude |
| 75    | John and Flora Gilbert House                                    | John and Flora Gilbert House                                    | 2007 ID-Nr. 07000933 | 357 North Main Street 42° 55′ 54″ N, 89° 23′ 2″ W | Oregon                 | 1906 im Queen Anne-Stil errichtetes Wohnhaus |
| 76    | Eugene A. Gilmore House                                         | Eugene A. Gilmore House                                         | 1973 ID-Nr. 73000077 | 120 Ely Place 43° 4′ 15″ N, 89° 25′ 6″ W | Madison                | 1908 im Stil der Prairie Houses errichtetes Wohnhaus |
| 77    | Grace Episcopal Church                                          | Grace Episcopal Church                                          | 1976 ID-Nr. 76000055 | 6 North Carroll Street 43° 4′ 26″ N, 89° 23′ 8″ W | Madison                | Von 1855 bis 1858 im neugotischen Stil errichtete Kirche |
| 78    | Sereno W. Graves House                                          | Sereno W. Graves House                                          | 1982 ID-Nr. 82000651 | 4006 Old Stage Road 42° 51′ 49″ N, 89° 18′ 50″ W | Town of Rutland        | |
| 79    | Grimm Book Bindery                                              | Grimm Book Bindery                                              | 1986 ID-Nr. 86000625 | 454 West Gilman Street 43° 4′ 26″ N, 89° 23′ 43″ W | Madison                | 1923 im georgianischen Stil errichtete Buchbinderei |
| 80    | Nicholas Haight Farmstead                                       |                                                                 | 1993 ID-Nr. 93001162 | 4926 Lacy Road 43° 0′ 8″ N, 89° 22′ 42″ W | Fitchburg              | |
| 81    | Samuel Hall House                                               | Samuel Hall House                                               | 1993 ID-Nr. 93001445 | 924 Hillside Road 42° 54′ 3″ N, 89° 2′ 31″ W | Town of Albion         | |
| 82    | Halvorson Mound Group                                           |                                                                 | 1993 ID-Nr. 93000215 | Adresse nicht veröffentlicht | Madison                | |
| 83    | Hauge Log Church                                                | Hauge Log Church                                                | 1974 ID-Nr. 74000071 | County Road Z 42° 55′ 48″ N, 89° 49′ 13″ W | Daleyville             | 1852 als Blockhaus errichtete Kirche norwegischer Einwanderer                                                                                                |
| 84    | Heim Mound                                                      | Heim Mound                                                      | 2004 ID-Nr. 04000254 | Adresse nicht veröffentlicht 43° 5′ 38″ N, 89° 29′ 21″ W | Middleton              | Gruppe von präkolumbischen Tierdarstellungen |
| 85    | Heiney's Meat Market                                            | Heiney's Meat Market                                            | 1984 ID-Nr. 84003642 | 1221 Mills Street 43° 8′ 16″ N, 89° 44′ 52″ W | Black Earth            | |
| 86    | Henry Mall Historic District                                    | Henry Mall Historic District                                    | 1992 ID-Nr. 91001986 | 420, 425, 440, 445, 460 und 465 Henry Mall sowie 1450 Linden Drive, Campus der University of Wisconsin 43° 4′ 30″ N, 89° 24′ 40″ W                                                 | Madison                | |
| 87    | Louis Hirsig House                                              | Louis Hirsig House                                              | 1974 ID-Nr. 74000072 | 1010 Sherman Avenue 43° 5′ 14″ N, 89° 22′ 32″ W | Madison                | 1913 im Stil der Prairie Houses errichtetes Wohnhaus |
| 88    | Hoff Department Store                                           | Hoff Department Store                                           | 1989 ID-Nr. 89000005 | 101-103 Main Street 43° 0′ 30″ N, 89° 44′ 16″ W | Mount Horeb            | |
| 89    | Hornung Mound Group                                             |                                                                 | 1996 ID-Nr. 96000497 | Adresse nicht veröffentlicht | Town of Roxbury        | |
| 90    | Horticulture and Agricultural Physics and Soil Science Building | Horticulture and Agricultural Physics and Soil Science Building | 1985 ID-Nr. 85000574 | 1525 Observatory Drive, Campus der University of Wisconsin 43° 4′ 35″ N, 89° 24′ 38″ W                                                                                             | Madison                | 1894 im Richardsonian Romanesque-Stil errichtetes Universitätsgebäude                                                                                        |
| 91    | Hotel Loraine                                                   | Hotel Loraine                                                   | 2002 ID-Nr. 02001125 | 119-123 West Washington Avenue 43° 4′ 23″ N, 89° 23′ 8″ W | Madison                | 1924 im Beaux-Arts-Stil errichtetes Hotel; nachdem das Gebäude zwischenzeitlich als Büros für Behörden genutzt wurde, beherbergt es heute Eigentumswohnungen |
| 92    | Samuel Hunt House                                               | Samuel Hunt House                                               | 1982 ID-Nr. 82000652 | 632 Center Road 42° 52′ 51″ N, 89° 18′ 35″ W | Town of Rutland        | |
| 93    | Hyer's Hotel                                                    | Hyer's Hotel                                                    | 1983 ID-Nr. 83003370 | 854 Jenifer Street 43° 4′ 43″ N, 89° 22′ 9″ W | Madison                | 1854 im Italianate-Stil errichtetes Hotel |
| 94    | Gaute Ingebretson Loft House                                    | Gaute Ingebretson Loft House                                    | 1987 ID-Nr. 87000437 | 1212 Pleasant Hill Road 42° 54′ 47″ N, 89° 10′ 12″ W | Stoughton              | |
| 95    | Iverson-Johnson House                                           | Iverson-Johnson House                                           | 1988 ID-Nr. 87002501 | 327 East Washington Street 42° 55′ 2″ N, 89° 13′ 0″ W | Stoughton              | 1898 im Queen Anne-Stil errichtetes Wohnhaus |
| 96    | Jackman Building                                                | Jackman Building                                                | 1980 ID-Nr. 80000121 | 111 South Hamilton Street 43° 4′ 22″ N, 89° 23′ 2″ W | Madison                | Von 1913 bis 1914 im neoklassizistischen Stil errichtetes Wohnhaus                                                                                           |
| 97    | Herbert and Katherine Jacobs First House                        | Herbert and Katherine Jacobs First House                        | 1974 ID-Nr. 74000073 | 441 Toepfer Avenue 43° 3′ 31″ N, 89° 26′ 29″ W | Madison                | 1937 nach einem Entwurf des Architekten Frank Lloyd Wright errichtetes Wohnhaus im von diesem entwickelten Usonia-Stil                                       |
| 98    | Herbert and Katherine Jacobs Second House                       | Herbert and Katherine Jacobs Second House                       | 1974 ID-Nr. 74000074 | 3995 Shawn Trail 43° 4′ 26″ N, 89° 32′ 5″ W | Middleton              | 1943 nach einem Entwurf des Architekten Frank Lloyd Wright errichtetes Wohnhaus                                                                              |
| 99    | Jenifer-Spaight Historic District                               | Jenifer-Spaight Historic District                               | 2004 ID-Nr. 04001153 | Abgegrenzt durch Jenifer Street, Spaight Street, South Brearly Street und Williamson Street 43° 4′ 42″ N, 89° 22′ 7″ W                                                             | Madison                | |
| 100   | Gulbrand and Bertha Jensvold House                              | Gulbrand and Bertha Jensvold House                              | 2008 ID-Nr. 08000370 | 1033 WI 78 42° 54′ 47,5″ N, 89° 49′ 0,5″ W | Town of Perry          | |
| 101   | Adolph H. Kayser House                                          | Adolph H. Kayser House                                          | 1980 ID-Nr. 80000122 | 802 East Gorham Street 43° 5′ 3″ N, 89° 22′ 44″ W | Madison                | 1902 im Stil der Prairie Houses errichtetes Wohnhaus |
| 102   | Kehl Winery                                                     | Kehl Winery                                                     | 1976 ID-Nr. 76000056 | East of Prairie du Sac on WI 188 43° 17′ 19″ N, 89° 42′ 27″ W | Town of Roxbury        | |
| 103   | John and Margarethe Kemp Cabin                                  | John and Margarethe Kemp Cabin                                  | 2008 ID-Nr. 08001187 | 6950 WI 78 43° 14′ 14,8″ N, 89° 43′ 46,6″ W | Mazomanie              | 1863 errichtete Blockhütte der deutschen Einwanderer John und Margarethe Kemp                                                                                |
| 104   | Friederich Kohlmann House                                       | Friederich Kohlmann House                                       | 1974 ID-Nr. 74000075 | WI 19 43° 11′ 10″ N, 89° 38′ 22″ W | Springfield Corners    | |
| 105   | Robert M. LaFollette House                                      | Robert M. LaFollette House                                      | 1966 ID-Nr. 66000020 | 733 Lakewood Boulevard 43° 6′ 52″ N, 89° 22′ 22″ W | Maple Bluff            | 1905 im viktorianischen Stil errichtetes Wohnhaus |
| 106   | Lake Farms Archeological District                               |                                                                 | 1978 ID-Nr. 78000088 | Adresse nicht veröffentlicht | Madison                | |
| 107   | Lake View Sanatorium                                            | Lake View Sanatorium                                            | 1993 ID-Nr. 93000258 | 1204 Northport Drive 43° 8′ 18″ N, 89° 22′ 29″ W | Madison                | Von 1929 bis 1930 im Art-déco-Stil errichtetes Sanatorium |
| 108   | Lamb Building                                                   | Lamb Building                                                   | 1984 ID-Nr. 84003645 | 114 State Street 43° 4′ 26″ N, 89° 23′ 58″ W | Madison                | 1905 im Queen Anne-Stil errichtetes Geschäftshaus |
| 109   | Robert M. Lamp House                                            | Robert M. Lamp House                                            | 1978 ID-Nr. 73000077 | 22 North Butler Street 43° 4′ 37″ N, 89° 22′ 56″ W | Madison                | 1903 nach einem Entwurf des Architekten Frank Lloyd Wright errichtetes Wohnhaus                                                                              |
| 110   | Langdon Street Historic District                                |                                                                 | 1986 ID-Nr. 86001394 | Abgegrenzt durch Lake Mendota, Wisconsin Avenue, Langdon Street und North Lake Street 43° 4′ 37″ N, 89° 23′ 37″ W                                                                  | Madison                | |
| 111   | August Cornelius Larson House                                   | August Cornelius Larson House                                   | 1994 ID-Nr. 94000451 | 1006 Grant Street 43° 3′ 49″ N, 89° 24′ 53″ W | Madison                | 1911 im Stil der Prairie Houses errichtetes Wohnhaus |
| 112   | Lathrop Hall                                                    | Lathrop Hall                                                    | 1985 ID-Nr. 85001503 | 1050 University Avenue, Campus der University of Wisconsin 43° 4′ 25″ N, 89° 24′ 9″ W                                                                                              | Madison                | 1910 im Stil der Neorenaissance errichtetes Universitätsgebäude                                                                                              |
| 113   | William T. Leitch House                                         | William T. Leitch House                                         | 1975 ID-Nr. 75000061 | 752 East Gorham Street 43° 5′ 2″ N, 89° 22′ 45″ W | Madison                | Von 1857 bis 1958 aus Sandstein im neugotischen Stil errichtetes Wohnhaus                                                                                    |
| 114   | William Ellery Leonard House                                    | William Ellery Leonard House                                    | 1993 ID-Nr. 93000071 | 2015 Adams Street 43° 3′ 40″ N, 89° 25′ 1″ W | Madison                | |
| 115   | Lewis Mound Group (47-Da-74)                                    |                                                                 | 1984 ID-Nr. 84000809 | Adresse nicht veröffentlicht | McFarland              | |
| 116   | Library Park                                                    | Library Park                                                    | 1981 ID-Nr. 81000038 | Abgegrenzt durch Vine Street, Main Street, Park Street und Pearl Street 42° 51′ 33″ N, 89° 32′ 0″ W                                                                                | Belleville             | Mit 1894 errichtetem Rathaus |
| 117   | Aslak Lie Cabin                                                 | Aslak Lie Cabin                                                 | 1986 ID-Nr. 86000622 | 3022 County Trunk P 43° 1′ 14″ N, 89° 40′ 5″ W | Mount Horeb            | |
| 118   | Lincoln School                                                  | Lincoln School                                                  | 1980 ID-Nr. 80000123 | 728 East Gorham Street 43° 4′ 59″ N, 89° 22′ 49″ W | Madison                | 1915 im Stil der Prairie Houses errichtetes Schulgebäude |
| 119   | Lincoln Street Historic District                                | Lincoln Street Historic District                                | 2006 ID-Nr. 06000276 | West Lincoln Street zwischen Main Street und Market Street 42° 55′ 55″ N, 89° 23′ 4″ W                                                                                             | Oregon                 | |
| 120   | Little Norway                                                   | Little Norway                                                   | 1998 ID-Nr. 98000169 | 3576 CTH JG 43° 1′ 32″ N, 89° 47′ 44″ W | Blue Mounds            | 1927 errichtetes Museumsdorf |
| 121   | Lockwood Barn                                                   | Lockwood Barn                                                   | 1982 ID-Nr. 82000653 | Old Stage Road 42° 51′ 54″ N, 89° 19′ 22″ W | Town of Rutland        | |
| 122   | Longfellow School                                               | Longfellow School                                               | 1996 ID-Nr. 96000239 | 1010 Chandler Street 43° 3′ 53″ N, 89° 24′ 9″ W | Madison                | 1917 im Tudor Revival genannten Baustil errichtetes Schulgebäude                                                                                             |
| 123   | George A. Lougee House                                          | George A. Lougee House                                          | 1978 ID-Nr. 78000090 | 620 South Ingersoll Street 43° 4′ 48″ N, 89° 21′ 49″ W | Madison                | 1907 im Stil der Prairie Houses errichtetes Wohnhaus |
| 124   | Lower Mud Lake Archeological Complex                            |                                                                 | 2004 ID-Nr. 04000253 | Adresse nicht veröffentlicht | Town of Dunn           | |
| 125   | Machinery Row                                                   | Machinery Row                                                   | 1982 ID-Nr. 82000654 | 601-627 Williamson Street 43° 4′ 33″ N, 89° 22′ 29″ W | Madison                | Von 1898 bis 1914 im Richardsonian Romanesque-Stil errichtetes Fabrikgebäude                                                                                 |
| 126   | Madison Candy Company                                           | Madison Candy Company                                           | 1997 ID-Nr. 97000294 | 744 Williamson Street 43° 4′ 41″ N, 89° 22′ 19″ W | Madison                | 1903 errichtetes Fabrikgebäude |
| 127   | Madison Gas and Electric Company Powerhouse                     | Madison Gas and Electric Company Powerhouse                     | 2002 ID-Nr. 02001126 | 100 South Blount Street 43° 4′ 43″ N, 89° 22′ 29″ W | Madison                | Um 1908 im neoklassizistischen Stil errichtetes Gas- und Elektrizitätswerk                                                                                   |
| 128   | Madison Masonic Temple                                          | Madison Masonic Temple                                          | 1990 ID-Nr. 90001456 | 301 Wisconsin Avenue 43° 4′ 39″ N, 89° 23′ 12″ W | Madison                | 1925 im neoklassizistischen Stil errichteter Freimaurertempel                                                                                                |
| 129   | Madison Waterworks - Nichols Station                            | Madison Waterworks - Nichols Station                            | 1980 ID-Nr. 80000125 | East Gorham Street zwischen North Franklin Street und North Hancock Street 43° 4′ 49″ N, 89° 22′ 59″ W                                                                             | Madison                | |
| 130   | John Mann House                                                 | John Mann House                                                 | 1982 ID-Nr. 82000655 | 6261 Nesbitt Road 43° 0′ 34″ N, 89° 28′ 44″ W | Fitchburg              | 1856 in einem Stilmix aus Greek Revival und Italianate-Stil errichtetes Wohnhaus                                                                             |
| 131   | Mansion Hill Historic District                                  | Mansion Hill Historic District                                  | 1997 ID-Nr. 97000552 | Abgegrenzt durch East Dayton Street, East Johnson Street, East Gorham Street, North Butler Street, Langdon Street, West Gilman Street und Lake Mendota 43° 4′ 39″ N, 89° 23′ 17″ W | Madison                | eine Reihe von Villen aus dem 19. Jahrhundert |
| 132   | Marquette Bungalows Historic District                           | Marquette Bungalows Historic District                           | 1997 ID-Nr. 97000329 | Abgegrenzt durch South Thornton Avenue, Rutledge Street, South Dickinson Street und Spaight Street 43° 5′ 6″ N, 89° 21′ 25″ W                                                      | Madison                | Zwischen 1924 und 1930 errichtete Bungalows |
| 133   | Mazomanie Downtown Historic District                            | Mazomanie Downtown Historic District                            | 1992 ID-Nr. 92000406 | 1-118 Brodhead Street, 2-46 Hudson Street, 37-105 Crescent Street und 113 East Exchange Street 43° 10′ 32″ N, 89° 47′ 36″ W                                                        | Mazomanie              | |
| 134   | Mazomanie Town Hall                                             | Mazomanie Town Hall                                             | 1980 ID-Nr. 80000126 | 51 Crescent Street 43° 10′ 34″ N, 89° 47′ 33″ W | Mazomanie              | |
| 135   | Timothy C. and Katherine McCarthy House                         | Timothy C. and Katherine McCarthy House                         | 2002 ID-Nr. 02000813 | 848 Jenifer Street 43° 4′ 41″ N, 89° 22′ 11″ W | Madison                | 1896 im Queen Anne-Stil errichtetes Wohnhaus |
| 136   | McCormick-International Harvester Company Branch House          | McCormick-International Harvester Company Branch House          | 2010 ID-Nr. 10000231 | 301 South Blount Street 43° 4′ 39,4″ N, 89° 22′ 24,9″ W | Madison                | 1898 errichtetes Fabrikgebäude |
| 137   | McCoy Farmhouse                                                 | McCoy Farmhouse                                                 | 1980 ID-Nr. 80000124 | 2925 Syene Road 43° 0′ 51″ N, 89° 23′ 49″ W | Fitchburg              | 1853 im Italianate-Stil errichtetes Farmhaus |
| 138   | McFarland House                                                 | McFarland House                                                 | 1988 ID-Nr. 88002228 | 5923 Exchange Street 43° 0′ 48″ N, 89° 17′ 19″ W | McFarland              | 1857 im Stil des Greek Revival errichtetes Wohnhaus |
| 139   | Mendota State Hospital Mound Group                              | Mendota State Hospital Mound Group                              | 1974 ID-Nr. 74000076 | Adresse nicht veröffentlicht | Madison                | Gruppe von präkolumbischen Tierdarstellungen |
| 140   | Merrill Springs Mound Group II Archeological District           | Merrill Springs Mound Group II Archeological District           | 1991 ID-Nr. 91000670 | Adresse nicht veröffentlicht | Madison                | Gruppe von präkolumbischen Tierdarstellungen |
| 141   | Middleton Depot, Chicago, Milwaukee, and St. Paul Railroad      | Middleton Depot, Chicago, Milwaukee, and St. Paul Railroad      | 1999 ID-Nr. 99000520 | 1811 Parmenter Street 43° 5′ 42″ N, 89° 30′ 40″ W | Middleton              | 1895 im spätviktorianischen Stil errichtetes Bahnhofsgebäude                                                                                                 |
| 142   | Miller House                                                    | Miller House                                                    | 1979 ID-Nr. 79000339 | 647 East Dayton Street 43° 4′ 51″ N, 89° 22′ 44″ W | Madison                | |
| 143   | Mills Woods Mound                                               | Mills Woods Mound                                               | 1991 ID-Nr. 91000667 | Adresse nicht veröffentlicht | Madison                | Gruppe von präkolumbischen Tierdarstellungen |
| 144   | Simeon Mills House                                              | Simeon Mills House                                              | 1987 ID-Nr. 87001386 | 2709 Sommers Avenue 43° 5′ 34″ N, 89° 20′ 39″ W | Madison                | 1863 im Italianate-Stil errichtete Villa |
| 145   | Monona Mound (47DA275)                                          | Monona Mound (47DA275)                                          | 1989 ID-Nr. 89002064 | Adresse nicht veröffentlicht | Monona                 | Mound aus der Zeit zwischen 800 und 1100 |
| 146   | Moore Mound Group                                               |                                                                 | 1993 ID-Nr. 93000809 | Adresse nicht veröffentlicht | Town of Dunn           | |
| 147   | Mt. Horeb Opera Block                                           | Mt. Horeb Opera Block                                           | 1989 ID-Nr. 89000068 | 109-117 East Main Street 43° 0′ 30″ N, 89° 44′ 19″ W | Mount Horeb            | 1895 errichtetes Theater |
| 148   | Mount Horeb Public School                                       | Mount Horeb Public School                                       | 2010 ID-Nr. 10000298 | 207 Academy Street 43° 0′ 12,6″ N, 89° 44′ 13,4″ W | Mount Horeb            | 1918 im Stil der Prairie Houses errichtetes Schulgebäude |
| 149   | Jens Naeset House                                               | Jens Naeset House                                               | 1985 ID-Nr. 85000577 | 126 East Washington Street 42° 55′ 4″ N, 89° 13′ 9″ W | Stoughton              | 1878 im Italianate-Stil errichtetes Wohnhaus |
| 150   | Nakoma Historic District                                        |                                                                 | 1998 ID-Nr. 98000168 | Abgegrenzt durch Odana Road, Manitou Way, Mohawk Drive und Whenona Drive 43° 2′ 36″ N, 89° 26′ 38″ W                                                                               | Madison                | Zwischen 1915 und 1946 errichtete Wohnhäuser |
| 151   | North Hall, University of Wisconsin                             | North Hall, University of Wisconsin                             | 1966 ID-Nr. 66000021 | 1050 Bascom Mall 43° 4′ 32″ N, 89° 24′ 11″ W | Madison                | 1851 im Italianate-Stil errichtetes Universitätsgebäude |
| 152   | Northwest Side Historic District                                | Northwest Side Historic District                                | 1998 ID-Nr. 98000221 | Abgegrenzt durch Van Buren Street, Clyde Street, Grant Street und Main Street 42° 55′ 9″ N, 89° 13′ 36″ W                                                                          | Stoughton              | |
| 153   | Observatory Hill Mound Group                                    | Observatory Hill Mound Group                                    | 2004 ID-Nr. 04000255 | Adresse nicht veröffentlicht | Madison                | Gruppe von präkolumbischen Mounds und Tierdarstellungen |
| 154   | Old Executive Mansion                                           | Old Executive Mansion                                           | 1973 ID-Nr. 73000078 | 130 East Gilman Street 43° 4′ 47″ N, 89° 23′ 12″ W | Madison                | Wohnhaus von Jeremiah McLain Rusk (1830–1893), 15. Gouverneur von Wisconsin                                                                                  |
| 155   | Old Spring Tavern                                               | Old Spring Tavern                                               | 1974 ID-Nr. 74000077 | 3706 Nakoma Road 43° 3′ 2″ N, 89° 26′ 18″ W | Madison                | 1854 im Stil des Greek revival errichtetes Gebäude |
| 156   | Old Synagogue                                                   | Old Synagogue                                                   | 1970 ID-Nr. 70000030 | East Gorham Street Ecke North Butler Street 43° 4′ 46,7″ N, 89° 23′ 5,5″ W | Madison                | |
| 157   | Old U.S. Forest Products Laboratory                             | Old U.S. Forest Products Laboratory                             | 1985 ID-Nr. 85002332 | 1509 University Avenue, Campus der University of Wisconsin 43° 4′ 23″ N, 89° 24′ 40″ W                                                                                             | Madison                | 1909 im georgianischen Stil errichtetes Universitätsgebäude                                                                                                  |
| 158   | Oregon High School                                              | Oregon High School                                              | 1998 ID-Nr. 98000406 | 220 North Main Street 42° 55′ 41″ N, 89° 22′ 58″ W | Oregon                 | |
| 159   | Oregon Masonic Lodge                                            | Oregon Masonic Lodge                                            | 1992 ID-Nr. 92000803 | 117-119 South Main Street 42° 55′ 33″ N, 89° 23′ 6″ W | Oregon                 | 1998 im spätviktorianischen Stil errichteter Freimaurertempel                                                                                                |
| 160   | Oregon Water Tower and Pump House                               | Oregon Water Tower and Pump House                               | 2007 ID-Nr. 07001097 | 134 Janesville Street 42° 55′ 31″ N, 89° 23′ 1″ W | Oregon                 | 1899 errichteter Wasserturm und Pumpstation |
| 161   | Orpheum Theater                                                 | Orpheum Theater                                                 | 2008 ID-Nr. 07001460 | 216 State Street 43° 4′ 30″ N, 89° 23′ 19″ W | Madison                | 1926 im Beaux-Arts-Stil errichtetes Musicaltheater |
| 162   | Orton Park                                                      | Orton Park                                                      | 1978 ID-Nr. 78000091 | 1100 Spaight Street 43° 4′ 51″ N, 89° 21′ 47″ W | Madison                | |
| 163   | Orton Park Historic District                                    |                                                                 | 1988 ID-Nr. 88000221 | Abgegrenzt durch Spaight Street, South Few Street, Lake Monona und South Ingersoll Street 43° 4′ 41″ N, 89° 21′ 46″ W                                                              | Madison                | |
| 164   | John George Ott House                                           | John George Ott House                                           | 1982 ID-Nr. 82000656 | 754 Jenifer Street 43° 4′ 39″ N, 89° 22′ 16″ W | Madison                | 1873 im Italianate-Stil errichtetes Wohnhaus |
| 165   | Outlet Mound                                                    | Outlet Mound                                                    | 2003 ID-Nr. 03001022 | Ridgewood Avenue Ecke Midwood Avenue 43° 3′ 6″ N, 89° 20′ 5″ W | Monona                 | Früherer indianischer Begräbnisplatz |
| 166   | Paoli Mills                                                     | Paoli Mills                                                     | 1979 ID-Nr. 79000337 | 6890 Sun Valley Parkway 42° 55′ 47″ N, 89° 31′ 31″ W | Paoli                  | |
| 167   | Pflaum-McWilliams Mound Group                                   | Pflaum-McWilliams Mound Group                                   | 1991 ID-Nr. 91000666 | Adresse nicht veröffentlicht | Madison                | |
| 168   | Carrie Pierce House                                             | Carrie Pierce House                                             | 1972 ID-Nr. 72000048 | 424 North Pinckney Street 43° 4′ 43″ N, 89° 23′ 15″ W | Madison                | 1857 errichtetes Wohnhaus |
| 169   | Plough Inn                                                      | Plough Inn                                                      | 1980 ID-Nr. 80000127 | 3402 Monroe Street 43° 3′ 12″ N, 89° 26′ 5″ W | Madison                | 1853 im Stil des Greek Revival errichtetes Gebäude |
| 170   | Daniel Pond Farmhouse                                           |                                                                 | 1980 ID-Nr. 80000128 | East of Brooklyn, am US 14 42° 50′ 58″ N, 89° 20′ 2″ W | Brooklyn               | |
| 171   | Quisling Towers Apartments                                      | Quisling Towers Apartments                                      | 1984 ID-Nr. 84003648 | 1 East Gilman Street 43° 4′ 41″ N, 89° 23′ 17″ W | Madison                | Um 1939 im Stil der Streamline-Moderne errichtetes Apartmenthaus                                                                                             |
| 172   | Ole K. Roe House                                                |                                                                 | 1984 ID-Nr. 84003652 | 404 South 5th Street 42° 54′ 56″ N, 89° 13′ 44″ W | Stoughton              | |
| 173   | Dr. Newman C. Rowley House                                      | Dr. Newman C. Rowley House                                      | 1999 ID-Nr. 99000518 | 7410 Hubbard Avenue 43° 5′ 43″ N, 89° 30′ 32″ W | Middleton              | 1867 |
| 174   | Rutland United Brethren in Christ Meeting House and Cemetery    |                                                                 | 2004 ID-Nr. 04001002 | 687 US 14 42° 52′ 59″ N, 89° 21′ 5″ W | Town of Rutland        | 1852 errichtetes Versammlungshaus |
| 175   | St. Patrick's Roman Catholic Church                             | St. Patrick's Roman Catholic Church                             | 1982 ID-Nr. 82000657 | 404 East Main Street 43° 4′ 37″ N, 89° 22′ 44″ W | Madison                | Von 1888 bis 1989 im neuromanischen Stil errichtete Kirche                                                                                                   |
| 176   | St. Peter's Roman Catholic Church                               |                                                                 | 1980 ID-Nr. 80000130 | County Road K Ecke Church Road 43° 8′ 23″ N, 89° 32′ 27″ W | Ashton                 | 1901 errichtete katholische Kirche |
| 177   | Frederick Schumann Farmstead                                    | Frederick Schumann Farmstead                                    | 1993 ID-Nr. 93001426 | 8313 WI 19 43° 11′ 40″ N, 89° 37′ 49″ W | Town of Berry          | |
| 178   | Sherman Avenue Historic District                                |                                                                 | 1988 ID-Nr. 88000216 | Sherman Avenue zwischen Marston Avenue und North Brearly Street 43° 5′ 24″ N, 89° 22′ 27″ W                                                                                        | Madison                | |
| 179   | Shorewood Historic District                                     |                                                                 | 2002 ID-Nr. 02001432 | Abgegrenzt durch Lake Mendota Drive, Tallyho Lane, Shorewood Boulevard und Blackhawk Country Club 43° 4′ 50″ N, 89° 26′ 48″ W                                                      | Shorewood Hills        | |
| 180   | Siggelkow Park Mound Group (47-Da-504)                          | Siggelkow Park Mound Group (47-Da-504)                          | 1985 ID-Nr. 85000576 | Adresse nicht veröffentlicht | McFarland              | Gruppe von Mounds aus präkolumbischer Zeit |
| 181   | Simeon Mills Historic District                                  | Simeon Mills Historic District                                  | 1987 ID-Nr. 87001063 | 102-118 King Street und 115-123 East Main Street 43° 4′ 29″ N, 89° 22′ 50″ W | Madison                | |
| 182   | Eric and Jerome Skindrud Farm                                   | Eric and Jerome Skindrud Farm                                   | 1994 ID-Nr. 94001156 | 3070 Town Hall Road 43° 1′ 19″ N, 89° 41′ 18″ W | Town of Springdale     | |
| 183   | Adam and Mary Smith House                                       | Adam and Mary Smith House                                       | 1998 ID-Nr. 98000434 | Smith's Crossing Ecke Leopold Way 43° 9′ 47″ N, 89° 15′ 53″ W | Sun Prairie            | Von 1856 bis 1860 im Italianate-Stil errichtetes Wohnhaus |
| 184   | Hiram Smith Hall and Annex                                      | Hiram Smith Hall and Annex                                      | 1985 ID-Nr. 85000573 | 1545 Observatory Drive, Campus der University of Wisconsin 43° 4′ 33″ N, 89° 24′ 42″ W                                                                                             | Madison                | Von 1890 bis 1991 im Queen Anne-Stil errichtetes Universitätsgebäude                                                                                         |
| 185   | South Main Street Historic District                             | South Main Street Historic District                             | 2000 ID-Nr. 00000699 | South Main Street zwischen Jefferson Street und Janesville Street 42° 55′ 33″ N, 89° 23′ 5″ W                                                                                      | Oregon                 | |
| 186   | South School                                                    |                                                                 | 1985 ID-Nr. 85002319 | 1009 Summit Avenue 42° 54′ 37″ N, 89° 13′ 8″ W | Stoughton              | |
| 187   | Southwest Side Historic District                                | Southwest Side Historic District                                | 1997 ID-Nr. 97001554 | Abgegrenzt durch Lowell Street, South Monroe Street, West Main Street und South Page Street 42° 54′ 52″ N, 89° 13′ 31″ W                                                           | Stoughton              | |
| 188   | Spring Harbor Mound Group                                       |                                                                 | 1991 ID-Nr. 91000668 | Adresse nicht veröffentlicht | Madison                | |
| 189   | State Historical Society of Wisconsin                           | State Historical Society of Wisconsin                           | 1972 ID-Nr. 72000049 | 816 State Street 43° 4′ 31″ N, 89° 23′ 59″ W | Madison                | Von 1896 bis 1900 im neoklassizistischen Stil errichtetes Gebäude, das heute den Sitz der Wisconsin Historical Society beherbergt                            |
| 190   | State Office Building                                           | State Office Building                                           | 1982 ID-Nr. 82000658 | 1 West Wilson Street 43° 4′ 19″ N, 89° 22′ 54″ W | Madison                | Von 1931 bis 1959 im Art-déco-Stil errichteter Bürokomplex                                                                                                   |
| 191   | Halle Steensland House                                          | Halle Steensland House                                          | 1982 ID-Nr. 82001843 | 315 North Carroll Street 43° 4′ 35″ N, 89° 23′ 18″ W | Madison                | 1901 im Queen Anne-Stil errichtetes Wohnhaus |
| 192   | Steinle Turret Machine Company                                  | Steinle Turret Machine Company                                  | 2007 ID-Nr. 07001272 | 149 Waubesa Street 43° 5′ 48″ N, 89° 20′ 37″ W | Madison                | 1903 errichtetes Fabrikgebäude; 1920 umgebaut |
| 193   | Stock Pavilion                                                  | Stock Pavilion                                                  | 1985 ID-Nr. 85001504 | 1675 Linden Drive, Campus der University of Wisconsin 43° 4′ 29″ N, 89° 24′ 54″ W                                                                                                  | Madison                | 1909 errichtetes Gebäude |
| 194   | Joseph J. Stoner House                                          | Joseph J. Stoner House                                          | 1980 ID-Nr. 80000129 | 321 South Hamilton Street 43° 4′ 11″ N, 89° 23′ 4″ W | Madison                | 1858 im Italianate-Stil errichtetes Wohnhaus |
| 195   | Stoughton High School                                           | Stoughton High School                                           | 2002 ID-Nr. 01001476 | 211 North Forrest Street 42° 55′ 9″ N, 89° 13′ 7″ W | Stoughton              | 1892 im Stil der Neorenaissance errichtetes Schulgebäude |
| 196   | Stoughton Main Street Commercial Historic District              | Stoughton Main Street Commercial Historic District              | 1982 ID-Nr. 82001842 | Main Street zwischen Yahara River und Forest Street 42° 55′ 1″ N, 89° 13′ 14″ W | Stoughton              | Ensemble von zwischen 1860 und 1910 errichteten Geschäftshäusern                                                                                             |
| 197   | Stoughton Universalist Church                                   | Stoughton Universalist Church                                   | 1982 ID-Nr. 82000659 | 324 South Page Street 42° 54′ 58″ N, 89° 13′ 25″ W | Stoughton              | 1858 im neoklassizistischen Stil errichtete Kirche |
| 198   | Stricker Pond I Site (47 DA 424)                                |                                                                 | 1979 ID-Nr. 79000069 | Adresse nicht veröffentlicht | Middleton              | |
| 199   | John J. Suhr House                                              | John J. Suhr House                                              | 1982 ID-Nr. 82000660 | 121 Langdon Street 43° 4′ 38″ N, 89° 23′ 27″ W | Madison                | John Nader, 1886 errichtetes Wohnhaus |
| 200   | Sun Prairie Water Tower                                         | Sun Prairie Water Tower                                         | 2000 ID-Nr. 00000360 | Junction of Columbus, Church and Cliff Sts. 43° 11′ 14″ N, 89° 12′ 39″ W | Sun Prairie            | 1899 und 1912 errichteter Wasserturm |
| 201   | Sure Johnson Mound Group                                        |                                                                 | 1994 ID-Nr. 94000537 | Adresse nicht veröffentlicht | McFarland              | |
| 202   | Tenney Park-Yahara River Parkway                                |                                                                 | 1999 ID-Nr. 99001173 | 1220 East Johnson Street und 501 South Thornton Avenue 43° 5′ 23″ N, 89° 21′ 48″ W                                                                                                 | Madison                | |
| 203   | Thompson's Block                                                | Thompson's Block                                                | 1984 ID-Nr. 84003654 | 119 East Main Street 43° 4′ 30″ N, 89° 22′ 51″ W | Madison                | 1868 im Italianate-Stil errichtetes Gebäude |
| 204   | Thorstrand                                                      |                                                                 | 1980 ID-Nr. 80000131 | 1-2 Thorstrand Road 43° 5′ 28″ N, 89° 28′ 56″ W | Madison                | |
| 205   | Tompkins-Brindler Mound Group                                   |                                                                 | 2003 ID-Nr. 03001023 | Monona Drive 43° 3′ 18″ N, 89° 19′ 28″ W | Monona                 | |
| 206   | United States Post Office and Federal Courthouse                | United States Post Office and Federal Courthouse                | 2002 ID-Nr. 02001443 | 215 Martin Luther King Junior Boulevard 43° 4′ 23″ N, 89° 22′ 52″ W | Madison                | Von 1927 bis 1929 im neoklassizistischen Stil errichtetes Gebäude für Bundesbehörden                                                                         |
| 207   | University Heights Historic District                            |                                                                 | 1982 ID-Nr. 82001844 | Abgegrenzt durch Regent Street, Allen Street, Lathrop Street sowie beide Seiten der Kendall Avenue 43° 4′ 12″ N, 89° 25′ 8″ W                                                      | Madison                | Ensemble von Wohnhäusern verschiedener Baustile |
| 208   | University of Wisconsin Armory and Gymnasium                    | University of Wisconsin Armory and Gymnasium                    | 1993 ID-Nr. 93001618 | 716 Langdon Street, Campus der University of Wisconsin 43° 4′ 34″ N, 89° 23′ 53″ W                                                                                                 | Madison                | 1892 im Richardsonian Romanesque-Stil errichtete Waffenarsenal und Turnhalle                                                                                 |
| 209   | University of Wisconsin Dairy Barn                              | University of Wisconsin Dairy Barn                              | 2002 ID-Nr. 02000600 | 1915 Linden Drive, Campus der University of Wisconsin 43° 4′ 28″ N, 89° 25′ 6″ W                                                                                                   | Madison                | 1897 errichtete Versuchsfarm |
| 210   | University of Wisconsin Field House                             | University of Wisconsin Field House                             | 1998 ID-Nr. 98000829 | 1450 Monroe Street, Campus der University of Wisconsin 43° 4′ 7″ N, 89° 24′ 45″ W                                                                                                  | Madison                | 1930 aus Sandstein errichtete Mehrzweckhalle |
| 211   | University of Wisconsin Science Hall                            | University of Wisconsin Science Hall                            | 1993 ID-Nr. 93001616 | 550 North Park Street, Campus der University of Wisconsin 43° 4′ 33″ N, 89° 24′ 3″ W                                                                                               | Madison                | 1887 im Richardsonian Romanesque-Stil errichtetes Universitätsgebäude                                                                                        |
| 212   | University Presbyterian Church and Student Center               | University Presbyterian Church and Student Center               | 2002 ID-Nr. 02001185 | 731 State Street 43° 4′ 29″ N, 89° 23′ 55″ W | Madison                | |
| 213   | Vilas Circle Bear Effigy Mound and the Curtis Mounds            | Vilas Circle Bear Effigy Mound and the Curtis Mounds            | 1974 ID-Nr. 74000078 | Adresse nicht veröffentlicht | Madison                | Gruppe von Mounds aus der späten Woodland-Periode |
| 214   | Vilas Park Mound Group                                          | Vilas Park Mound Group                                          | 1991 ID-Nr. 91000357 | Adresse nicht veröffentlicht | Madison                | Gruppe von Mounds aus der späten Woodland-Periode |
| 215   | Wakeley-Giles Commercial Building                               | Wakeley-Giles Commercial Building                               | 1988 ID-Nr. 88000081 | 117-119 East Mifflin Street 43° 4′ 36″ N, 89° 23′ 0″ W | Madison                | |
| 216   | Washburn Observatory and Observatory Director's Residence       | Washburn Observatory and Observatory Director's Residence       | 1985 ID-Nr. 85000575 | 1401 und 1225 Observatory Drive, Campus der University of Wisconsin 43° 4′ 34″ N, 89° 24′ 31″ W                                                                                    | Madison                | Von 1878 bis 1881 im Italianate-Stil errichtete Universitätssternwarte                                                                                       |
| 217   | Waubesa School                                                  | Waubesa School                                                  | 1997 ID-Nr. 97000806 | 3579 Sigglekow Road 43° 1′ 34″ N, 89° 16′ 38″ W | Town of Blooming Grove | 1920 im Bungalowstil errichtetes Schulgebäude |
| 218   | Waunakee Railroad Depot                                         | Waunakee Railroad Depot                                         | 1978 ID-Nr. 78000092 | South Street und Main Street 43° 11′ 30″ N, 89° 27′ 15″ W | Waunakee               | |
| 219   | West Lawn Heights Historic District                             |                                                                 | 1998 ID-Nr. 98000223 | Abgegrenzt durch die Eisenbahngleise der Illinois Central Railroad, Forest Hill Cemetery und Regent Street 43° 3′ 56″ N, 89° 25′ 26″ W                                             | Madison                | Zwischen 1906 und 1946 errichtete Wohnhäuser |
| 220   | West Madison Depot, Chicago, Milwaukee, and St. Paul Railway    | West Madison Depot, Chicago, Milwaukee, and St. Paul Railway    | 1985 ID-Nr. 85000990 | 640 West Washington Avenue 43° 4′ 5″ N, 89° 23′ 40″ W | Madison                | 1903 errichtetes Bahnhofsgebäude der Milwaukee Road |
| 221   | West School                                                     | West School                                                     | 1992 ID-Nr. 91001992 | 404 Garfield Street 42° 53′ 15″ N, 89° 13′ 27″ W | Stoughton              | 1886 errichtetes Schulgebäude |
| 222   | Wiedenbeck-Dobelin Warehouse                                    | Wiedenbeck-Dobelin Warehouse                                    | 1986 ID-Nr. 86003473 | 619 West Mifflin Street 43° 4′ 7″ N, 89° 23′ 40″ W | Madison                | 1907 errichtetes Lagerhaus |
| 223   | Wingra Park Historic District                                   | Wingra Park Historic District                                   | 1999 ID-Nr. 99001257 | Abgegrenzt durch Monroe Street, Garfield Street, Chandler Street, South Randall Avenue, Drake Street, Vilas Avenue und Edgewood Avenue 43° 3′ 45″ N, 89° 24′ 55″ W                 | Madison                | Ensemble von zwischen 1891 undo 1940 errichteten Gebäuden |
| 224   | Wisconsin Heights Battlefield                                   | Wisconsin Heights Battlefield                                   | 2002 ID-Nr. 01001553 | Südöstlich der Kreuzung von County Road Y und WI 78 southeast of the junction of County Rd. Y and WI 78 43° 14′ 41″ N, 89° 43′ 5″ W                                                | Town of Roxbury        | Historisches Schlachtfeld von 1832 während des Black-Hawk-Krieg                                                                                              |
| 225   | Wisconsin Industrial School for Girls                           | Wisconsin Industrial School for Girls                           | 1991 ID-Nr. 91001391 | 5212 WI M 42° 57′ 42″ N, 89° 22′ 39″ W | Fitchburg              | |
| 226   | Wisconsin Memorial Hospital Historic District                   | Wisconsin Memorial Hospital Historic District                   | 1988 ID-Nr. 88002183 | 816 Troy Drive 43° 7′ 52″ N, 89° 24′ 18″ W | Madison                | |
| 227   | Wisconsin State Capitol                                         | Wisconsin State Capitol                                         | 1970 ID-Nr. 70000031 | Capitol Square 43° 4′ 29″ N, 89° 23′ 3″ W | Madison                | 1917 im Beaux-Arts-Stil errichtete Tagungsstätte beider Häuser des Kongresses von Wisconsin                                                                  |
| 228   | Wisconsin Wagon Company Factory                                 | Wisconsin Wagon Company Factory                                 | 2002 ID-Nr. 02001343 | 602 Railroad Street 43° 4′ 39″ N, 89° 22′ 35″ W | Madison                | 1903 im für das frühe 20. Jahrhundert typischen Industriedesign errichtetes Fabrikgebäude                                                                    |

## Frühere Einträge
| [ 2 ] | Name         | Bild | Eintragsdatum        | Lage                              | Ort       | Beschreibung                     |
| ----- | ------------ | ---- | -------------------- | --------------------------------- | --------- | -------------------------------- |
| 1     | Savage House |      | 1980 ID-Nr. 80000392 | SR 1 42° 50′ 47″ N, 89° 14′ 25″ W | Stoughton | 2012 aus dem Register gestrichen |